# Pitanga (Paraná)
Pitanga is een gemeente in de Braziliaanse deelstaat Paraná. De gemeente telt 35.052 inwoners (schatting 2009).

## Aangrenzende gemeenten
De gemeente grenst aan Boa Ventura de São Roque, Cândido de Abreu, Manoel Ribas, Mato Rico, Nova Tebas, Palmital, Roncador en Santa Maria do Oeste.

## Verkeer en vervoer
De plaats ligt aan de wegen BR-466/PR-170, PR-239 en PR-460.